# Newag
A Newag S.A. [kiejtése: nevag] egy lengyelországi székhelyű, Újszandecben működő vállalat, amely vasúti gördülőállomány gyártására, karbantartására és korszerűsítésére szakosodott. A vállalat termékei közé tartoznak a 14WE, 19WE, 35WE sorozatú villamos motorvonatok és kifejlesztette a Nevelo villamosokat is.

## Története
1876-ban nyílt meg a Királyi Vasúti Műhely, amely egy újonnan épített osztrák vasútvonalat szolgált ki. Az első világháború után az "1. osztályú főműhely" névre átkeresztelt létesítmény a Lengyel Államvasutakat szolgálta ki, 1922-ben mintegy 1800 munkást foglalkoztatva. A második világháború utáni kommunista Lengyelországban a műhelyt államosították, és később különálló, bár továbbra is állami tulajdonban lévő vállalkozássá vált, hivatalos nevén "Nowy Sacz-i vasúti gördülőállomány javítóműhely Nowy Saczban, állami független vállalkozás" (lengyelül: Zakłady Naprawcze Taboru Kolejowego "Nowy Sącz" w Nowym Sączu, Przedsiębiorstwo Państwowe Wyodrębnione), 1952-ben mintegy 3500 alkalmazottat foglalkoztatott. Az utolsó gőzmozdonyt 1972-ben szervizelték.
A kommunizmus bukása és az 1989-es gazdasági változások után a vállalatot átalakították Államkincstári Részvénytársasággá, amelynek egyetlen részvényese a lengyel állam. A vállalat 2001 körül pénzügyi zavarokon ment keresztül, és részvényeit 2003-ban egy hazai magánbefektető vásárolta meg. A jelenlegi nevet 2005-ben vették fel.

## Jelenlegi termékek
- Nevelo - háromrészes, alacsonypadlós villamos, jelenleg Krakkóban közlekedik.
- Impuls - villamos motorvonat városi-, elővárosi- és regionális járatokhoz.
- Vulcano - dízel motorvonat, jelenleg Olaszországban közlekedik.
- Griffin - négytengelyes elektromos vagy dízel-elektromos mozdony expressz személyszállítási és könnyű-közepes teherszállítási szolgáltatásokhoz.
- Dragon - hattengelyes, nagy teljesítményű elektromos vagy dízel-elektromos mozdony nehéz teherszállítási szolgáltatásokra.

A mozdonyok és a villamos motorvonatok opcionális last mile dízelüzemmel is rendelhetők.